# Kamienie mikorzyńskie

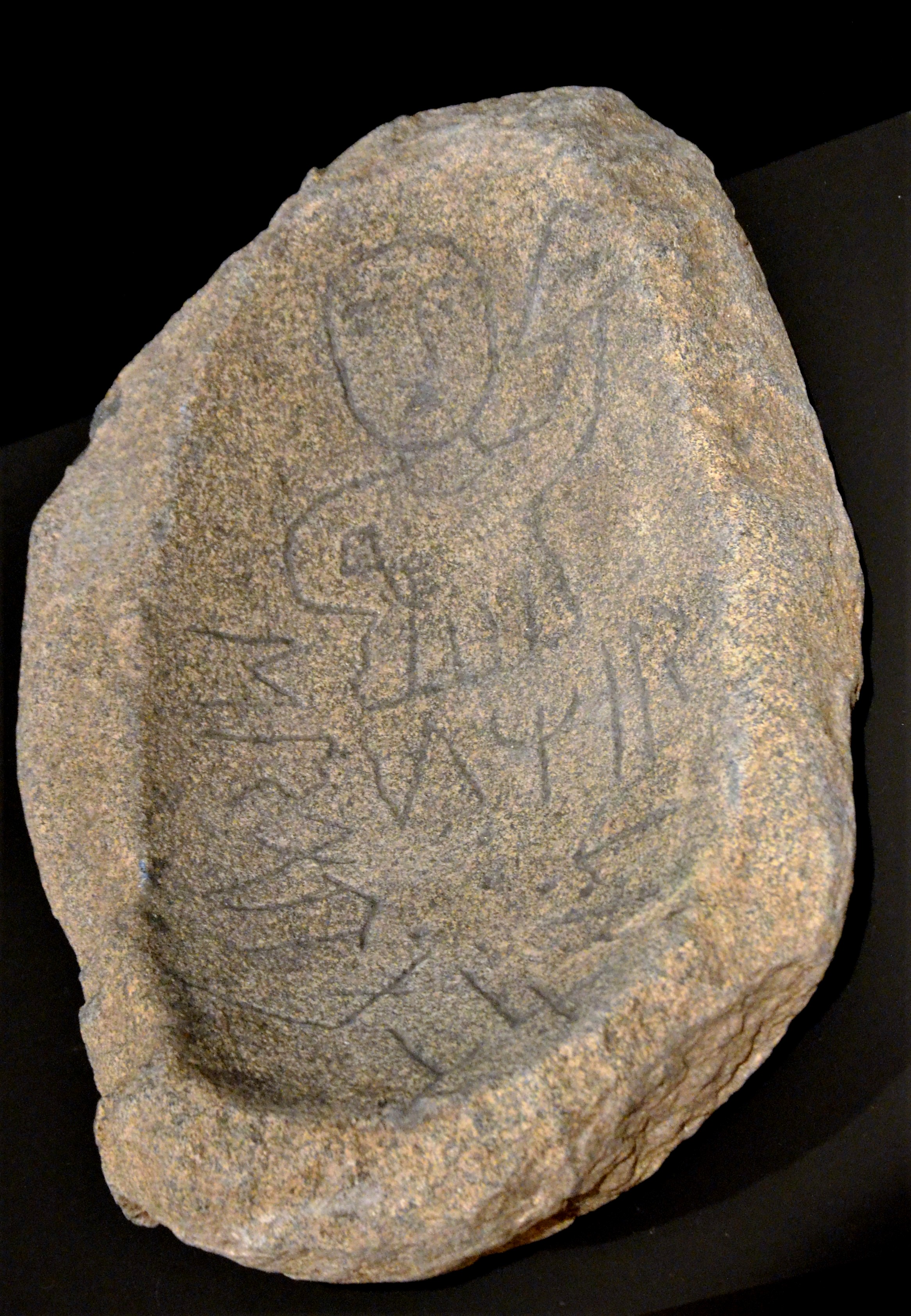
Kamień z rzekomym wizerunkiem boga Prowe i znakami runicznymi

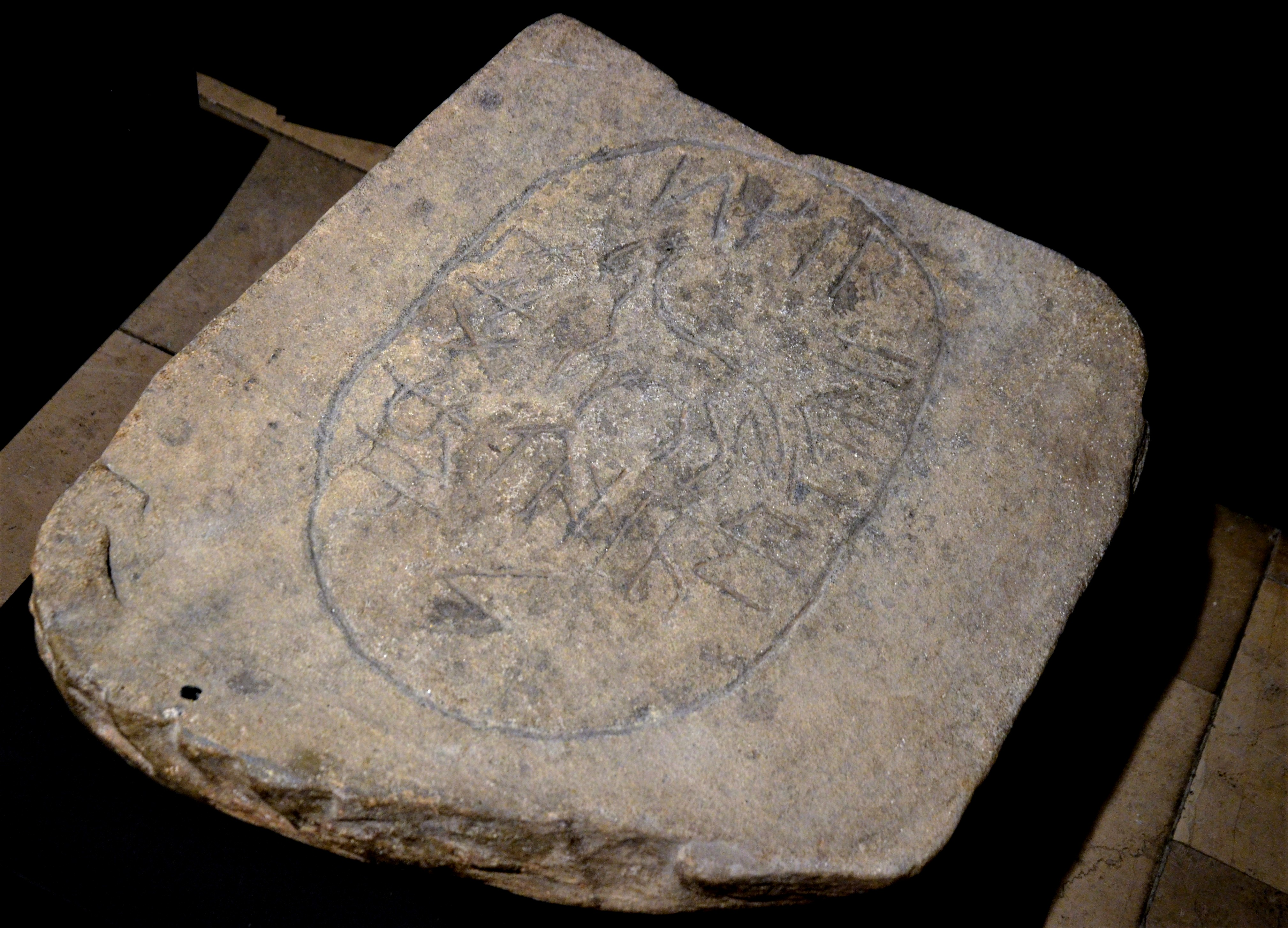
Kamień z wizerunkiem konia i znakami runicznymi

Kamienie mikorzyńskie (przerys)

Kamienie mikorzyńskie – dwa nieckowate kamienie żarnowe z domniemanymi wyobrażeniami słowiańskich bóstw i napisami runicznymi, odkryte rzekomo w latach 1855–1856 w wielkopolskim Mikorzynie. Obecnie znajdują się w zbiorach Muzeum Archeologicznego w Krakowie.

## Historia kamieni
W liście z 10 czerwca 1856 roku Piotr Droszewski, brat ówczesnego właściciela Mikorzyna i domniemany autor fałszerstwa, powiadomił lokalną gazetę o odkryciu słowiańskiego kamienia nagrobnego. Kamień miano wykopać przypadkowo jesienią 1855 roku w ogrodzie dworskim. Droszewski pisał także, że znajdowała się pod nim urna, która miała się rozsypać po wyciągnięciu na powierzchnię, zaś okoliczni mieszkańcy w zeszłych latach znajdowali inne tego typu artefakty; krążyła pogłoska jakoby kilkadziesiąt lat wcześniej odkopano podobne kamienie, wmurowane potem w fundamenty mikorzyńskiej karczmy. W sierpniu 1856 pojawiła się informacja, że pod rosnącym w lasku brzozowym dębem wykopano kolejny kamień.
Kamień pierwszy przedstawia rzekomo boga Prowe i 13 znaków runicznych, drugi wizerunek konia i 21 run. Istniały różne koncepcje odczytania napisów na kamieniach na podstawie ich podobieństwa do run skandynawskich. Rozszyfrowywano je m.in. jako smir prowe kmet i smir bogodan woin z lutvoi, lub sair erdwd tzdt i sair dogothlu woiu s lutwoi.
Wieść o „odkryciach” w Mikorzynie szybko stała się sensacją, o ich autentyczności przekonani byli Józef Łepkowski, Aleksander Narcyz Przezdziecki czy Wojciech Cybulski. Napisy runiczne na kamieniach wykorzystywano jako dowód na istnienie pisma słowiańskiego.
Autentyczność kamieni mikorzyńskich podważono już w latach 70. XIX wieku, krytycznie na ich temat wypowiadali się m.in. Karol Estreicher, Antoni Małecki i Zygmunt Gloger. Joachim Lelewel pisał o nich jako o dowcipie. Wątpliwości bardzo szybko wzbudził fakt, że w jedynej relacji o Prowem autorstwa Helmolda znajduje się wzmianka, iż bóstwo to nie posiadało żadnego posągu. Estreicher wykazał, iż postać „Prowe” jest niemal identyczna z podobną postacią znaną z idoli prillwickich i została najprawdopodobniej odrysowana z jednej z prac Lelewela (znajdującej się w bibliotece jednego z okolicznych ziemian), zaś konik z drugiego kamienia wygląda jak ten z odkrytego niedługo przed kamieniami posągu tzw. Światowida.